# ひだびと論争
ひだびと論争（ひだびとろんそう）は、1937年（昭和12年）から1938年（昭和13年）にかけて展開した日本考古学史上の論争である。土器の編年的研究と遺物の用途の研究のどちらに重点を置くかについて、雑誌『ひだびと』誌上で議論された。

## 論争前史
プロレタリア作家の江馬修は、雑誌『ひだびと』を主宰して自ら「赤木清」の筆名で考古学・民俗学の論文を執筆した。
江馬は岐阜県大野郡大名田町江名子ひじ山遺跡の調査報告において、山内清男らを中心とする編年学派の研究成果を参照する一方で「考古学の任務」を編年的研究のみに閉じ込めてしまうことを危惧した。ここで発せられた懸念をより具体的に論じたのが「考古学的遺物と用途の問題」と題せられた論考である。

## 論争の展開
ひだびと論争は、江馬が『ひだびと』第5年9号に掲載した「考古学的遺物と用途の問題」という論文に始まったとされる。この文章の中で江馬は、「考古学研究は土器偏重の傾向を誘致し」ているが「考古学的研究で第一に意図するところは、遺物と住居址をとほして、当時の経済的な社会構成を復原する事」であり、これを追究するためには遺物の用途の研究こそが肝要であると主張し、編年学派と呼ばれた山内清男・甲野勇・八幡一郎らを批判した。
これに対し、甲野勇と八幡一郎が『ひだびと』誌上で反論する。甲野は『ひだびと』第5年11号に掲載された「遺物用途問題と編年」において、甲野は江馬の批判の重要性を認めつつも、用途論を展開する前に「準備的態勢」として「先づ石器時代クロノロジーの大綱を確立」することが必須だと訴えた。また八幡は『ひだびと』第6年1号に掲載された「先史遺物用途の問題」において、やはり江馬の指摘の意義を認めながら、甲野の見解を支持する。
江馬は『ひだびと』第5年12号に「考古学の新動向」を掲載して甲野に再反論する。編年的研究は「関東、東北では土器型式はすでに大部分が出揃」い、「全日本に亘つて、今や編年的研究は着々と進められつゝある」という情勢において、「最も基本的な新しい方向は何であるべきか」を考えることが必要であるとした。また、用途の研究も編年的研究と同じく考古学の目標に向かうための「準備的態勢」であり、編年的研究と分離して扱われるべきではないと述べ、さらに「正しき研究方法によつて統率された大規模な協同研究の組織」を構想した。
以後、吉田富夫、杉浦健一らによる論文の応酬が『ひだびと』誌上で行われた。

## 論争の帰結
広瀬和雄が「本質的にはどちらかに決着される性質の議論ではなかった」と指摘するとおり、ひだびと論争では両者の主張は平行線をたどった。編年的研究そのものの信ぴょう性が問われたミネルヴァ論争とは異なり、江馬は編年的研究を「日本考古学に於ける一大進歩であって、その功績は非常に大きい」と評価している。その点で、ひだびと論争は考古学の目的に対する編年・用途の研究の意義を再確認する意義があった。
議論が平行線をたどった背景には、江馬の問題意識が「歴史学的な発展法則の発見、確認」にあったのに対して甲野・八幡が「文化史的な側面を重視」したという視点の不一致が矯正されなかったことがある。

## その後の展開
江馬の問題意識は、縄文時代研究よりむしろ弥生時代研究のなかで実践されていった。当時の弥生文化研究を推進していたグループの一つに森本六爾を中心とする東京考古学会がある。森本らは弥生文化が稲作を伴うことを明らかにしようとし、さまざまな考古学資料から研究を進めた。江馬自身もまた、「飛騨石器時代に於ける糠塚式文化の研究（一）」において自らの問題意識を実践しようと試みているが、この論文は未完に終わっている。
戦後においても土器研究は考古学において重要な課題として在り続けており、藤森栄一の「いつまで編年をやるか」との指摘に代表されるように土器偏重の研究潮流への批判がたびたび繰り返されている。しかし研究の深化によって、土器は編年の材料としてのみならず歴史学理論の構成要員あるいは人間の行動を反映するものとしても捉えられるようになっており、これらの研究を一括して「土器偏重」と批判するのは適切ではない。